# Johan Adam Rehbinder
Johan Adam Rehbinder, född 29 juni 1733 i Gottröra socken, död 28 januari 1809 i Stockholm, var en svensk friherre, ämbetsman, samlare och genealog.
Johan Adam Rebinder var son till kaptenen friherre Carl Herman Rehbinder och Sofia Juliana Boije af Gennäs. Han inskrevs 1750 vid Uppsala universitet och anställdes 1755 vid Inrikes civilexpeditionen, där han 1756 blev kopist, 1757 kanslist, 1773 förste registrator och 1777 sekreterare. 1783 fick han lagmans titel. Dels på eget initiativ och dels på offentligt uppdrag gjorde han en del avskriftssamlingar, bland annat delar av riksregistraturen och av de ofrälse ståndens besvär. De överlämnades sedan till Riksarkivet. Resultatet av hans samlande var också de tryckta arbetena Matrikel öfver Swea rikes ridderskap och adel, ifrån 1755 til närvarande tid (1781, fortsättningar 1782 och 1794) samt Biographisk, historisk och genealogisk beskrifning öfver svenske riks-canzlerer, riks-canzliråd, hof- och justitiae-canzlerer... (1786), båda dock med stora vetenskapliga brister.